# Leonard Gershe
Leonard Gershe (n. 10 iunie 1922 – d. 9 martie 2002) a fost un dramaturg și scenarist american. Cea mai cunoscută piesă a sa este Fluturii sunt liberi (Butterflies Are Free; 1969) ecranizat în 1972 (regia - Milton Katselas).